# Joe Jackson

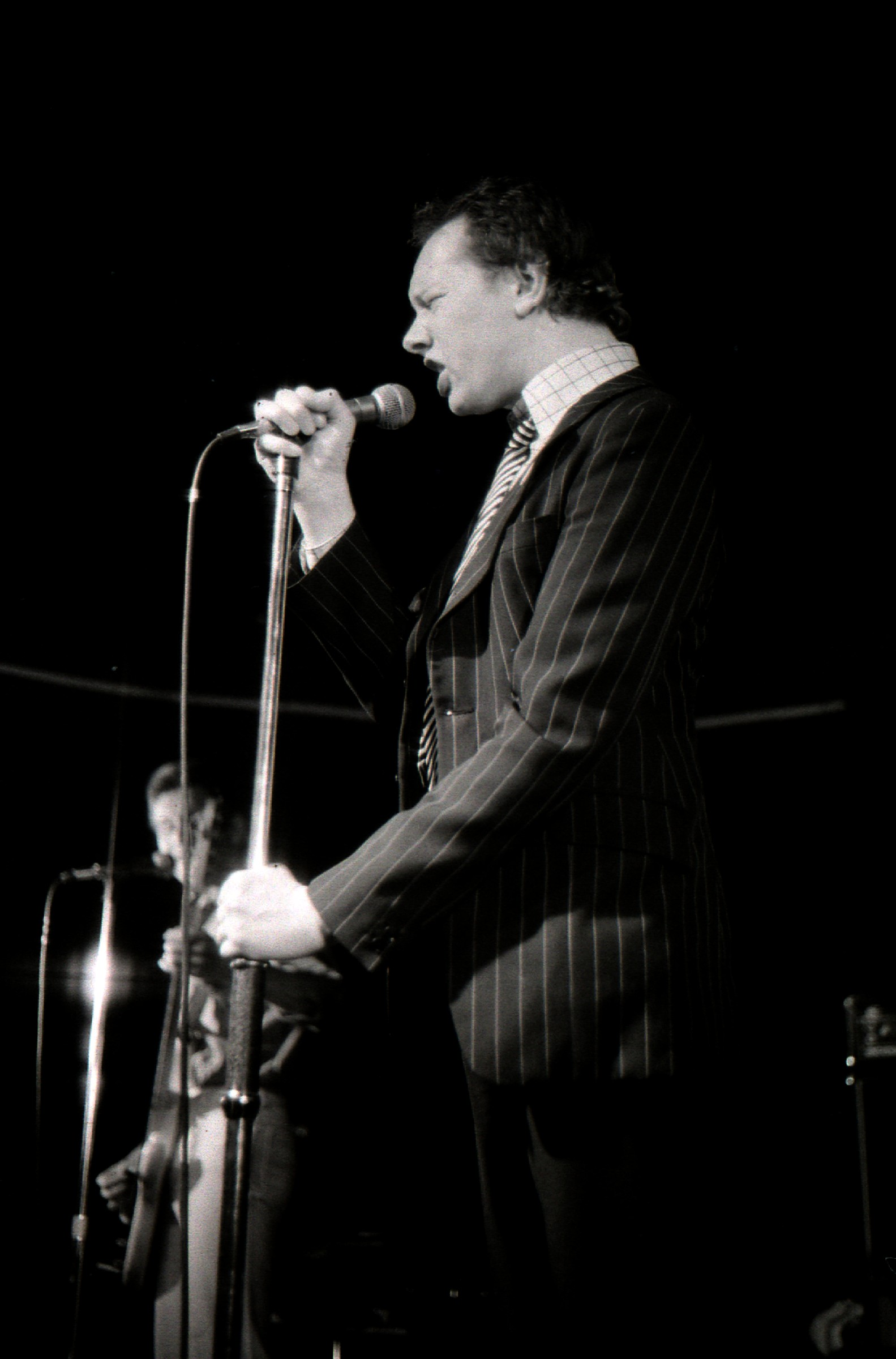
Joe Jackson (1979)

Joe Jackson (* 11. August 1954 in Burton-upon-Trent, Staffordshire, Vereinigtes Königreich) ist ein britischer Musiker.

## Leben
Joe Jackson (geboren als David Ian Jackson) entstammt einem proletarischen Elternhaus und erlebte eine problematische Kindheit (Asthma, fehlende soziale Bindungen). Ab elf Jahren lernte er Geige und Klavier. Ab dem Alter von 16 Jahren spielte er Klavier in den Kneipen seiner Heimatstadt Portsmouth. 1972 erhielt er ein Stipendium für ein Studium der Komposition an der Royal Academy of Music in London, das er 1975 abschloss.
Der Beruf des klassischen Komponisten reizte ihn nicht, daher verfolgte er verstärkt seine Ambitionen im Rock- und Pop-Bereich, die bereits vor seine Zeit an der Academy zurückreichen. Von 1974 bis Oktober 1976 spielte er in der Band Edward Bear, 1975 umbenannt in Arms and Legs, von 1974 an mit Bassist Graham Maby, mit dem er bis heute zusammenarbeitet.

### Joe Jackson Band ab 1978
1978 zog Jackson nach London und brachte die Musiker der Joe Jackson Band zusammen: den Bassisten Graham Maby, den Schlagzeuger Dave Houghton und den Gitarristen Gary Sanford. Mit diesen begann er, Demo-Tapes aufzunehmen, durch die er 1978 einen Plattenvertrag bei A&M Records erhielt. Das im unmittelbaren Anschluss eingespielte Album Look Sharp! wurde 1979 veröffentlicht und vor allem durch das Lied Is She Really Going Out with Him? ein kommerzieller Erfolg. Danach folgten die Alben I’m the Man (1979) und Beat Crazy (1980). Die Band war sehr erfolgreich und absolvierte weltweit zahlreiche Konzerte.

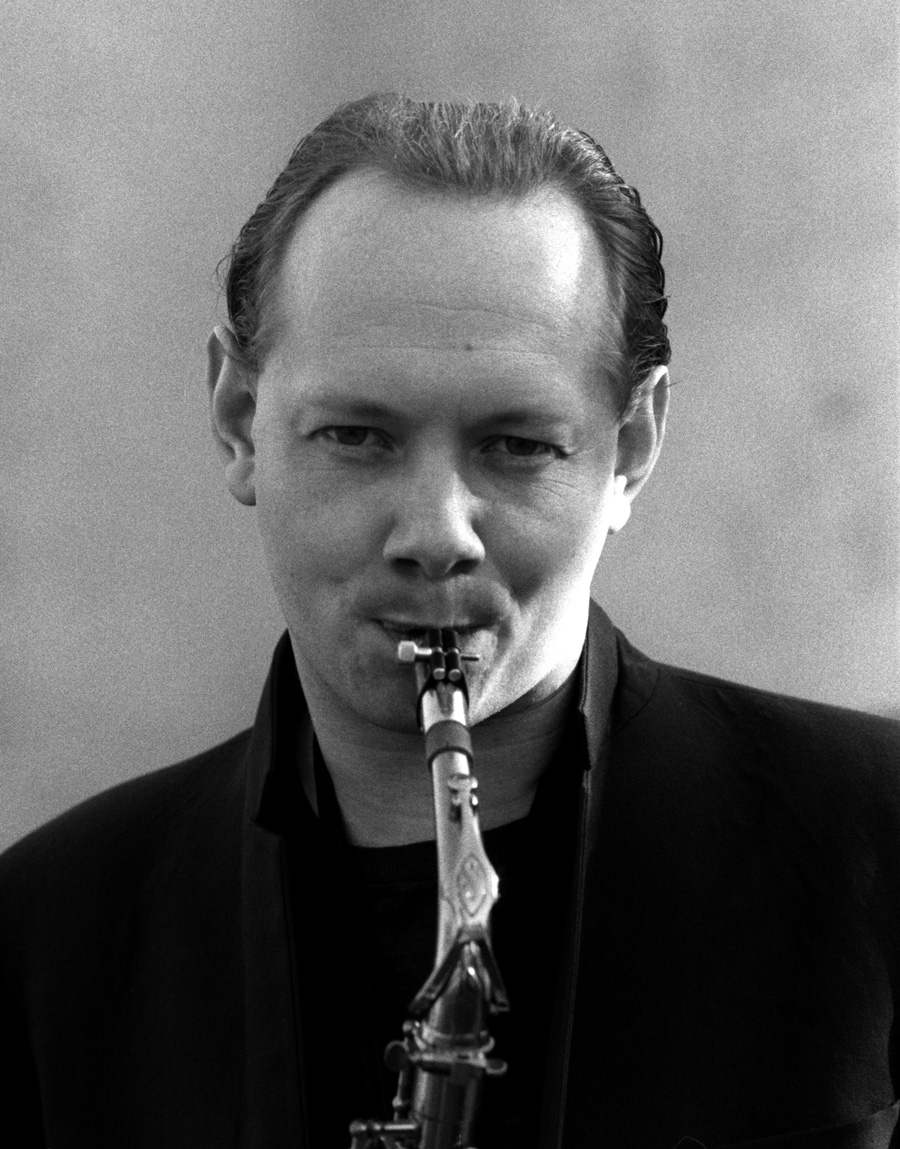
Joe Jackson (1982)

1981 nahm er ein Album auf, das sich deutlich von den bisherigen unterschied: Jumpin’ Jive enthält Swing- und Blues-Standards von Cab Calloway, Lester Young, Glenn Miller und vor allem von Louis Jordan.

### New York ab 1982
1982 zog er nach New York. Das folgende Album Night and Day (1982) zeigt erstmals Jacksons kompositorische Vielfalt und enthält Rock-, Pop- und Jazz-Elemente; auch seine Liedtexte wurden komplexer. Er selbst hält dieses Album für sein bislang bestes. Mit Steppin’ Out gelang ihm ein radiotauglicher und bis heute gespielter Popsong.
Mit der Filmmusik zum Spielfilm Mike’s Murder betrat Jackson 1983 Neuland, doch weder der Film noch der Soundtrack konnten Publikum und Kritiker überzeugen.
Mit dem Album Body and Soul knüpfte er wieder an vorherige Erfolge an. Dem Zeitgeist entsprechend kommen Bläser zum Einsatz, doch auch südamerikanische Rhythmen und klassische Elemente sind auf dem komplexen, klangbetonten Album zu hören. Happy Ending, ein Duett mit der Sängerin Elaine Caswell, etablierte sich als Singleauskopplung in den Charts.
Eine Besonderheit bildete 1986 die Anderthalb-LP Big World (keine richtige Doppel-LP, Seite 4 enthielt lediglich eine Leerrille): Jackson und seine Musikerkollegen spielten sämtliche Songs wie ein Konzert vor Publikum ein, zu Aufnahmebedingungen wie im Studio.
In der Folgezeit lieferte Jackson einen Soundtrack zu dem Film Tucker ab, veröffentlichte ein Live-Doppelalbum mit Aufnahmen aus vier Tourneen und spielte das mit klassischen Elementen durchsetzte Album Will Power ein. Besondere Beachtung oder kommerzieller Erfolg waren diesen Projekten nicht beschieden. Die Fans warteten auf Neues vom „echten“ Joe Jackson und wurden mit den Alben Blaze of Glory (1989) und Laughter and Lust (1991) belohnt.
Nach drei Jahren Auszeit erschien mit Night Music (1994) ein von Klassischer Musik geprägtes Album, bei dem Jackson fast alle Instrumente selbst spielte. Trotz des kommerziellen Misserfolges dieser Produktion (Singleauskopplung: Ever After) ging Jackson 1997 bei Sony Classical unter Vertrag. Hier veröffentlichte er das Konzeptalbum Heaven and Hell (1997), auf dem er jedoch nur wenige Songs sang. Für die ungewöhnliche Symphony No. 1 (1999) erhielt er im selben Jahr zwar einen Grammy Award, doch der wirtschaftliche Erfolg hielt sich in Grenzen. Zeitgleich veröffentlichte er seine Autobiographie A Cure for Gravity, die in deutscher Übersetzung unter dem Titel Ein Mittel gegen die Schwerkraft erschienen ist.
Mit einer Kehrtwendung meldete sich Jackson Anfang des neuen Jahrtausends wieder auf den Pop- und Rock-Bühnen zurück: Mit einer Live-Platte und dem ambitionierten Night and Day II knüpfte er an seinen Bandklang der frühen 1980er-Jahre an.

### London ab 2003

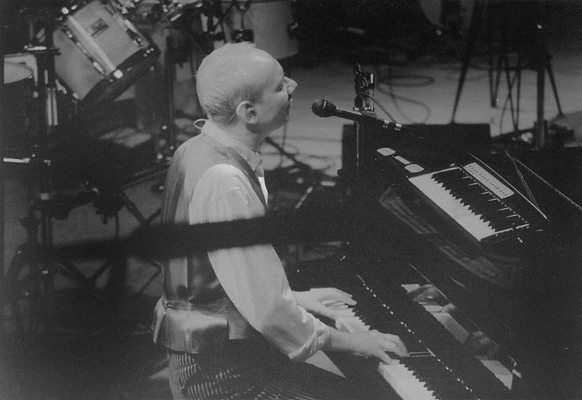
Joe Jackson

2003 zog er zurück nach London und reanimierte die originale Joe Jackson Band, die sich 23 Jahre zuvor aufgelöst hatte, und spielte mit Volume 4 eine vielbeachtete CD ein. Der CD-Titel spielt auf die drei ersten Platten der Band an und stellt somit deren Fortsetzung dar. Die anschließende Tournee wurde auf dem Livealbum Afterlife dokumentiert, das im Frühjahr 2004 erschien.
Auf William Shatners Album Has Been (2004) hört man Jackson im Duett auf dem Song Common People der Gruppe Pulp. Aufgrund künstlerischer Differenzen führte er 2004 die Arbeit am Soundtrack zum Golf-Film Das größte Spiel seines Lebens nicht zu Ende. Jackson hat in dem Film einen kleinen Gastauftritt.

### Berlin ab 2006
Seit 2006 lebt Jackson überwiegend in Berlin, neben New York und seiner Heimatstadt Portsmouth. 2006 stellte Joe Jackson im Rahmen einer Europa-Tournee zusammen mit dem Bassisten Graham Maby und dem Schlagzeuger Dave Houghton neue Songs vor. In Berlin nahmen die drei Musiker das Album Rain auf, das im Januar 2008 veröffentlicht wurde. Das Trio spielte seitdem weitere Tourneen, zuletzt im Herbst 2010 in Europa und Deutschland. Dabei wurden die Sets um einige Coverversionen angereichert.
Im Herbst 2012 fand zum Album The Duke eine weitere Tour in den USA und Europa statt. Dieses Mal wurde er begleitet von der „the Bigger Band“ mit sechs weiteren Musikern: Regina Carter, Sue Hadjopoulos, Allison Cornell, Jesse Murphy, Adam Rogers und Nate Smith.
Im Zuge des 2015 veröffentlichten Albums Fast Forward gab es im Frühjahr 2016 eine Konzerttournee durch Europa. 2018 war er auf Tournee. Im Januar 2019 veröffentlichte Joe Jackson sein 20. Studioalbum Fool. Das 40. Jahr seiner Musikkarriere beging Joe Jackson mit einer Welttournee im Jahr 2019.

## Privates
Jackson war in jungen Jahren kurz verheiratet, nach eigener Aussage „eine Katastrophe“. 2001 sagte er in einem Interview, er sei bisexuell und habe seit Jahren eine Beziehung mit einem Mann.

## Bekannte Songs

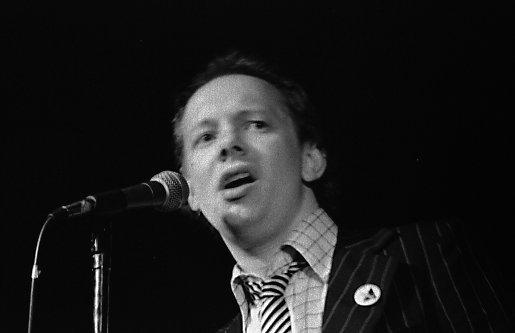
Joe Jackson (1979)

Der wohl bekannteste Song von Joe Jackson stammt aus dem Jahr 1982: Steppin’ Out (vom Album Night and Day); daneben dürften die Titel You Can’t Get What You Want (Till You Know What You Want) und Happy Ending (beide vom Album Body and Soul) sowie die Titel Is She Really Going Out with Him? und Breaking Us In Two zu seinen in Deutschland populärsten zählen. Is She Really Going Out With Him? ist auf dem Livealbum Live 1980/86 gleich dreimal enthalten: eine Version mit Rockband, eine Version a cappella und eine mit akustischen Instrumenten (Akkordeon und Blasinstrumente) eingespielte Fassung. Jackson konnte sich nicht für eine Version entscheiden. Seit 1982 bildet meistens das Stück Slow Song den Abschluss der Live-Konzerte.

## Diskografie

### Studioalben
| Jahr | Titel           | Höchstplatzierung, Gesamtwochen, AuszeichnungChartplatzierungen (Jahr, Titel, Platzierungen, Wochen, Auszeichnungen, Anmerkungen) | Höchstplatzierung, Gesamtwochen, AuszeichnungChartplatzierungen (Jahr, Titel, Platzierungen, Wochen, Auszeichnungen, Anmerkungen) | Höchstplatzierung, Gesamtwochen, AuszeichnungChartplatzierungen (Jahr, Titel, Platzierungen, Wochen, Auszeichnungen, Anmerkungen) | Höchstplatzierung, Gesamtwochen, AuszeichnungChartplatzierungen (Jahr, Titel, Platzierungen, Wochen, Auszeichnungen, Anmerkungen) | Höchstplatzierung, Gesamtwochen, AuszeichnungChartplatzierungen (Jahr, Titel, Platzierungen, Wochen, Auszeichnungen, Anmerkungen) | Anmerkungen                                          |
| Jahr | Titel           | DE | AT | CH | UK | US | Anmerkungen                                          |
| ---- | --------------- | --- | --- | --- | --- | --- | ---------------------------------------------------- |
| 1979 | Look Sharp!     | — | — | — | UK40 Silber · (11 Wo.)UK | US20 Gold · (39 Wo.)US | Erstveröffentlichung: 29. Januar 1979                |
| 1979 | I’m the Man     | — | — | — | UK12 Gold · (17 Wo.)UK | US22 (25 Wo.)US | Erstveröffentlichung: 5. Oktober 1979                |
| 1980 | Beat Crazy      | — | — | — | UK42 (3 Wo.)UK | US41 (16 Wo.)US | Erstveröffentlichung: 10. Oktober 1980               |
| 1981 | Jumpin’ Jive    | — | — | — | UK14 (14 Wo.)UK | US42 (13 Wo.)US | Erstveröffentlichung: 19. Juni 1981                  |
| 1982 | Night and Day   | DE11 (20 Wo.)DE | — | — | UK3 Gold · (27 Wo.)UK | US4 Gold · (57 Wo.)US | Erstveröffentlichung: 25. Juni 1982                  |
| 1984 | Body and Soul   | DE21 (22 Wo.)DE | — | CH11 (10 Wo.)CH | UK14 Silber · (14 Wo.)UK | US20 (29 Wo.)US | Erstveröffentlichung: 14. März 1984                  |
| 1987 | Will Power      | DE58 (3 Wo.)DE | — | — | — | US131 (8 Wo.)US | Erstveröffentlichung: April 1987                     |
| 1989 | Blaze of Glory  | DE27 (15 Wo.)DE | — | CH22 (4 Wo.)CH | UK36 (3 Wo.)UK | US61 (21 Wo.)US | Erstveröffentlichung: 17. April 1989                 |
| 1991 | Laughter & Lust | DE20 (13 Wo.)DE | — | CH17 (6 Wo.)CH | UK41 (2 Wo.)UK | US116 (4 Wo.)US | Erstveröffentlichung: 29. April 1991                 |
| 2003 | Volume 4        | DE49 (3 Wo.)DE | — | — | — | — | Erstveröffentlichung: 10. März 2003 Joe Jackson Band |
| 2008 | Rain            | DE44 (4 Wo.)DE | — | CH99 (1 Wo.)CH | — | US133 (1 Wo.)US | Erstveröffentlichung: 28. Januar 2008                |
| 2012 | The Duke        | DE33 (2 Wo.)DE | — | CH49 (1 Wo.)CH | — | US93 (1 Wo.)US | Erstveröffentlichung: 26. Juni 2012                  |
| 2015 | Fast Forward    | DE54 (1 Wo.)DE | — | — | — | — | Erstveröffentlichung: 2. Oktober 2015                |
| 2019 | Fool            | DE11 (3 Wo.)DE | AT71 (1 Wo.)AT | CH16 (2 Wo.)CH | — | — | Erstveröffentlichung: 18. Januar 2019                |

grau schraffiert: keine Chartdaten aus diesem Jahr verfügbar
Weitere Studioalben
- 1994: Night Music
- 1997: Heaven and Hell
- 1999: Symphony No. 1
- 2000: Night and Day II
- 2023: Mr. Joe Jackson presents Max Champion in: What A Racket![9]

### Livealben
| Jahr | Titel        | Höchstplatzierung, Gesamtwochen, AuszeichnungChartplatzierungen (Jahr, Titel, Platzierungen, Wochen, Auszeichnungen, Anmerkungen) | Höchstplatzierung, Gesamtwochen, AuszeichnungChartplatzierungen (Jahr, Titel, Platzierungen, Wochen, Auszeichnungen, Anmerkungen) | Höchstplatzierung, Gesamtwochen, AuszeichnungChartplatzierungen (Jahr, Titel, Platzierungen, Wochen, Auszeichnungen, Anmerkungen) | Höchstplatzierung, Gesamtwochen, AuszeichnungChartplatzierungen (Jahr, Titel, Platzierungen, Wochen, Auszeichnungen, Anmerkungen) | Höchstplatzierung, Gesamtwochen, AuszeichnungChartplatzierungen (Jahr, Titel, Platzierungen, Wochen, Auszeichnungen, Anmerkungen) | Anmerkungen                          |
| Jahr | Titel        | DE | AT | CH | UK | US | Anmerkungen                          |
| ---- | ------------ | --- | --- | --- | --- | --- | ------------------------------------ |
| 1986 | Big World    | DE24 (17 Wo.)DE | — | CH18 (6 Wo.)CH | UK41 (5 Wo.)UK | US34 (25 Wo.)US | Erstveröffentlichung: 24. März 1986  |
| 1988 | Live 1980/86 | DE52 (8 Wo.)DE | — | — | UK66 (2 Wo.)UK | US91 (12 Wo.)US | Erstveröffentlichung: 25. April 1988 |

Weitere Livealben
- 2000: Summer in the City: Live in New York
- 2002: Two Rainy Nights
- 2004: Afterlife
- 2011: Live Music

### Kompilationen
| Jahr | Titel                                       | Höchstplatzierung, Gesamtwochen, AuszeichnungChartplatzierungen (Jahr, Titel, Platzierungen, Wochen, Auszeichnungen, Anmerkungen) | Höchstplatzierung, Gesamtwochen, AuszeichnungChartplatzierungen (Jahr, Titel, Platzierungen, Wochen, Auszeichnungen, Anmerkungen) | Höchstplatzierung, Gesamtwochen, AuszeichnungChartplatzierungen (Jahr, Titel, Platzierungen, Wochen, Auszeichnungen, Anmerkungen) | Höchstplatzierung, Gesamtwochen, AuszeichnungChartplatzierungen (Jahr, Titel, Platzierungen, Wochen, Auszeichnungen, Anmerkungen) | Höchstplatzierung, Gesamtwochen, AuszeichnungChartplatzierungen (Jahr, Titel, Platzierungen, Wochen, Auszeichnungen, Anmerkungen) | Anmerkungen                             |
| Jahr | Titel                                       | DE | AT | CH | UK | US | Anmerkungen                             |
| ---- | ------------------------------------------- | --- | --- | --- | --- | --- | --------------------------------------- |
| 1990 | Stepping Out – The Very Best of Joe Jackson | DE78 (4 Wo.)DE | — | — | UK7 Gold · (9 Wo.)UK | — | Erstveröffentlichung: 3. September 1990 |
| 2007 | Very Best of                                | — | — | — | UK60 (1 Wo.)UK | — |                                         |

Weitere Kompilationen
- 1997: This Is It – The A&M Years 1979–1989 (2 CDs, digital remastered, von Joe Jackson selbst zusammengestellt)
- 1998: Stepping Out – The Very Best Of (1979–89)
- 2001: The Collection (UK: Silber)
- 2009: Joe Jackson at the BBC (2 CDs, aufgenommen live 1979–83)
- 2012: Live at Rockpalast (2 CDs, aufgenommen live 1980–83)

### Soundtracks
| Jahr | Titel         | Höchstplatzierung, Gesamtwochen, AuszeichnungChartplatzierungen (Jahr, Titel, Platzierungen, Wochen, Auszeichnungen, Anmerkungen) | Höchstplatzierung, Gesamtwochen, AuszeichnungChartplatzierungen (Jahr, Titel, Platzierungen, Wochen, Auszeichnungen, Anmerkungen) | Höchstplatzierung, Gesamtwochen, AuszeichnungChartplatzierungen (Jahr, Titel, Platzierungen, Wochen, Auszeichnungen, Anmerkungen) | Höchstplatzierung, Gesamtwochen, AuszeichnungChartplatzierungen (Jahr, Titel, Platzierungen, Wochen, Auszeichnungen, Anmerkungen) | Höchstplatzierung, Gesamtwochen, AuszeichnungChartplatzierungen (Jahr, Titel, Platzierungen, Wochen, Auszeichnungen, Anmerkungen) | Anmerkungen |
| Jahr | Titel         | DE | AT | CH | UK | US | Anmerkungen |
| ---- | ------------- | --- | --- | --- | --- | --- | ----------- |
| 1983 | Mike’s Murder | — | — | — | — | US64 (10 Wo.)US |             |

Weitere Soundtracks
- 1988: Tucker

### Singles
| Jahr | Titel Album                                                             | Höchstplatzierung, Gesamtwochen, AuszeichnungChartplatzierungen (Jahr, Titel, Album, Platzierungen, Wochen, Auszeichnungen, Anmerkungen) | Höchstplatzierung, Gesamtwochen, AuszeichnungChartplatzierungen (Jahr, Titel, Album, Platzierungen, Wochen, Auszeichnungen, Anmerkungen) | Höchstplatzierung, Gesamtwochen, AuszeichnungChartplatzierungen (Jahr, Titel, Album, Platzierungen, Wochen, Auszeichnungen, Anmerkungen) | Anmerkungen                             |
| Jahr | Titel Album                                                             | DE | UK | US | Anmerkungen                             |
| ---- | ----------------------------------------------------------------------- | --- | --- | --- | --------------------------------------- |
| 1978 | Is She Really Going Out with Him? Look Sharp! / I’m the Man             | — | UK13 (9 Wo.)UK | US21 (15 Wo.)US | Erstveröffentlichung: 27. Oktober 1978  |
| 1979 | It’s Different for Girls I’m the Man                                    | — | UK5 Silber · (9 Wo.)UK | — | Erstveröffentlichung: 30. November 1979 |
| 1981 | Jumpin’ Jive                                                            | — | UK43 (5 Wo.)UK | — |                                         |
| 1982 | Steppin’ Out Night and Day                                              | DE28 (12 Wo.)DE | UK6 (9 Wo.)UK | US6 (27 Wo.)US |                                         |
| 1983 | Breaking Us in Two Night and Day                                        | — | UK59 (4 Wo.)UK | US18 (16 Wo.)US |                                         |
| 1983 | Memphis Mike’s Murder O.S.T.                                            | — | — | US85 (4 Wo.)US |                                         |
| 1984 | You Can’t Get What You Want (Till You Know What You Want) Body and Soul | — | UK77 (2 Wo.)UK | US15 (16 Wo.)US |                                         |
| 1984 | Happy Ending Body and Soul                                              | — | UK58 (5 Wo.)UK | US57 (8 Wo.)US | Erstveröffentlichung: 20. April 1984    |
| 1984 | Be My Number Two Body and Soul                                          | — | UK70 (4 Wo.)UK | — |                                         |
| 1986 | Right and Wrong Big World                                               | — | UK90 (1 Wo.)UK | — |                                         |
| 1991 | Stranger Than Fiction Laughter & Lust                                   | DE53 (13 Wo.)DE | — | — |                                         |

Weitere Singles
- 1979: Sunday Papers
- 1979: One More Time
- 1979: Fools in Love

### Auszeichnungen für Musikverkäufe
| Silberne Schallplatte - Europa (Impala) - 2012: für das Album The Duke Goldene Schallplatte - Frankreich - 1983: für das Album Night and Day - 1985: für das Album Body and Soul - Neuseeland - 1979: für das Album Look Sharp - 1981: für das Album Jumpin’ Jive - 1984: für das Album Body and Soul - Niederlande - 1984: für das Album Look Sharp - 1984: für das Album Body and Soul - 1986: für das Album Big World - 1988: für das Album Live 1980–1986 | Platin-Schallplatte - Neuseeland - 1983: für das Album Night and Day - Niederlande - 1984: für das Album Night and Day |

Anmerkung: Auszeichnungen in Ländern aus den Charttabellen bzw. Chartboxen sind in ebendiesen zu finden.
| Land/RegionAuszeichnungen für Musikverkäufe (Land/Region, Auszeichnungen, Verkäufe, Quellen) | Silber     | Gold       | Platin     | Verkäufe  | Quellen         |
| -------------------------------------------------------------------------------------------- | ---------- | ---------- | ---------- | --------- | --------------- |
| Europa (Impala)                                                                              | Silber1    | —          | —          | (20.000)  | impalamusic.org |
| Frankreich (SNEP)                                                                            | —          | 2× Gold2   | —          | 200.000   | infodisc.fr     |
| Neuseeland (RMNZ)                                                                            | —          | 3× Gold3   | Platin1    | 50.000    | Einzelnachweise |
| Niederlande (NVPI)                                                                           | —          | 4× Gold4   | Platin1    | 300.000   | nvpi.nl         |
| Vereinigte Staaten (RIAA)                                                                    | —          | 2× Gold2   | —          | 1.000.000 | riaa.com        |
| Vereinigtes Königreich (BPI)                                                                 | 4× Silber4 | 3× Gold3   | —          | 680.000   | bpi.co.uk       |
| Insgesamt                                                                                    | 5× Silber5 | 14× Gold14 | 2× Platin2 |           |                 |

## Künstlerauszeichnungen
- 2016: Berliner Bär (B.Z.-Kulturpreis)[11]
- 2016: Benennung des Asteroiden (305661) Joejackson durch die Internationale Astronomische Union[12]